# Eusko Ikaskuntza
Eusko Ikaskuntza (EI) (en castellà Sociedad de Estudios Vascos, en francès Société d'Études Basques) és una institució científico-cultural creada el 1918 per les Diputacions Forals d'Àlaba, Biscaia, Guipúscoa i Navarra amb intenció d'"ésser un recurs estable i durador per a desenvolupar la cultura euskalduna".
Els membres d'aquesta entitat estan reunits en diferents Seccions Científiques. És l'única institució de diferents disciplines científiques que té implantació oficial arreu del País Basc, atorgant, entre d'altres, el Guardó Manuel Lekuona. La seu central està a Sant Sebastià, amb oficines i delegacions a Baiona, Pamplona, Vitòria i Bilbao.

## Història
Arturo Campión va ser el president d'honor en els seus principis. Va viure moments durs durant la dictadura de Primo de Rivera, però va florir durant la Segona República quan li va ser sol·licitat redactar l'Estatut d'Estella en 1931, per a després, durant la Guerra Civil Espanyola, va traslladar les seves funcions al País Basc del Nord, on van desenvolupar diversos congressos. En 1978, l'assemblea general de socis reunida en Oinati va aprovar la represa de les activitats de la Societat d'Estudis Bascos, sota la presidència de José Miguel Barandiarán.
José Miguel Barandiarán (1978-1991), Gregorio Monreal (1992-1996), Juan José Goiriena de Gandarias (1996-2002) i Javier Retegi (des de desembre del 2002) han estat presidents d'aquesta institució.

## Seccions Científiques
- Comunicació
- Ciències Socials i Economia
- Dret
- Ensenyament
- Antropologia-Etnografia
- Folklore
- Física, Química i Matemàtica
- Ciències de la Medicina
- Ciències Naturals
- Arts plàstiques i Monumentals.
- Música.
- Cinematografia.
- Llengua i Literatura.
- Prehistòria-Arqueologia.
- Història-Geografia.

## Fundacions
- Fundació Asmoz
- Fundació Euskomedia
- Fundació Barandiaran